# Wiesław Czaja

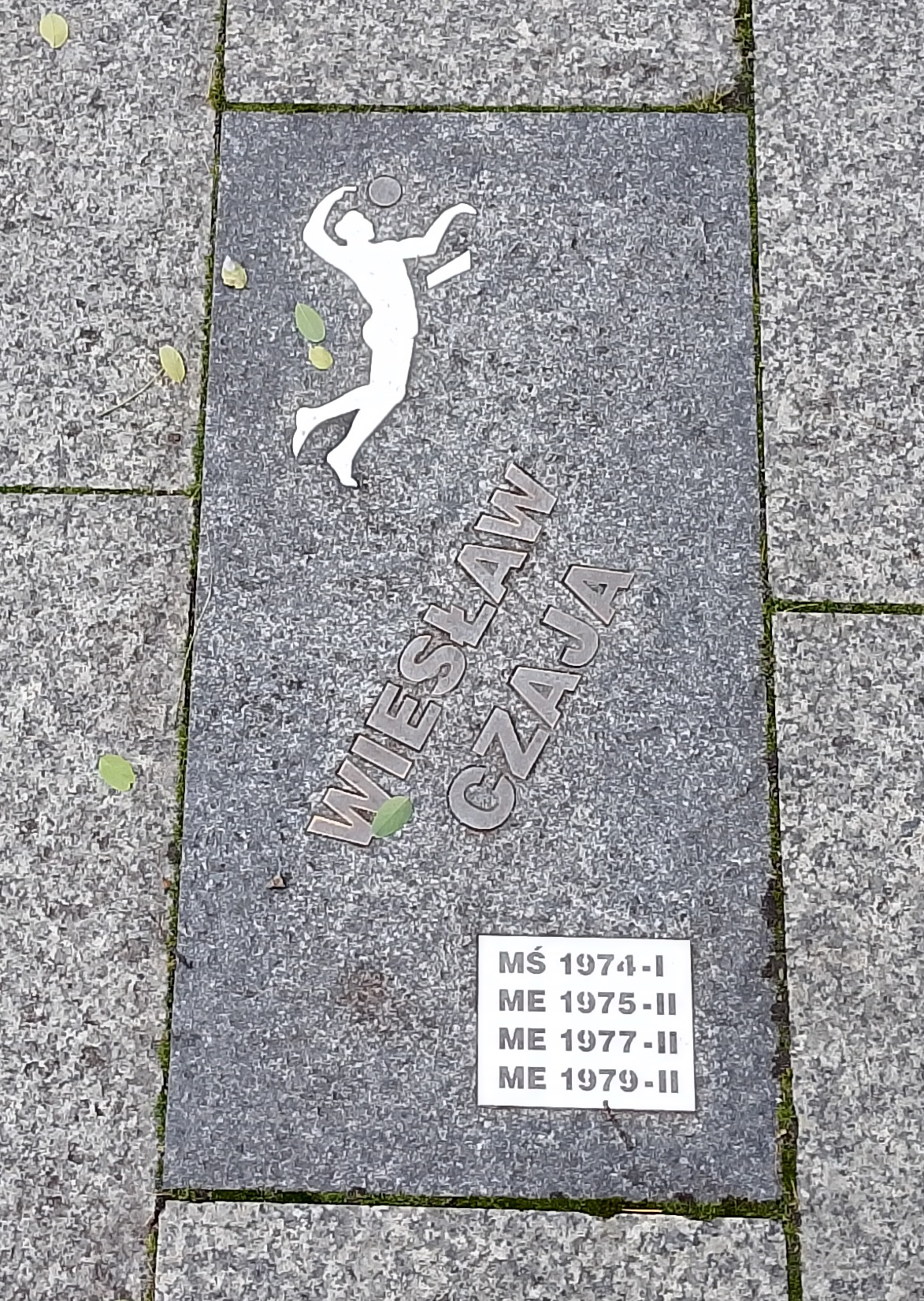
Tablica w Siatkarskiej Alei Gwiazd w Bełchatowie

Wiesław Czaja (ur. 12 kwietnia 1952 w Czechowicach-Dziedzicach) – polski siatkarz, inżynier mechanik i trener siatkarski; mistrz świata, trzykrotny srebrny medalista mistrzostw Europy (1975, 1977, 1979), olimpijczyk z Moskwy (1980).

## Życiorys
Absolwent Politechniki Częstochowskiej (1977). Siatkarz Hutnika Kraków, AZS Częstochowa i klubów francuskich (1969–1992).
205-krotny reprezentant Polski (1974–1980). Mistrz świata z Meksyku (1974).
Był 3-krotnym srebrnym medalistą ME: z Belgradu (1975), Helsinek (1977) i Paryża (1979).
Odznaczony dwukrotnie srebrnym i dwukrotnie złotym Medalem „Za Wybitne Osiągnięcia Sportowe”.
Od października 2009 roku został trenerem zespołu Plus Ligi Kobiet Pronaru Zeto Astwa AZS Białystok. W roku 2011, z powodu konfliktu na linii trener-prezes, Wiesław Czaja został odwołany z funkcji pierwszego szkoleniowca. Jego miejsce zajął Uładzimir Wiarciełka.